# Mariama Sarr
Mariama Sarr (Kaolack, 4 de marzo de 1963) es una profesora y política senegalesa.

## Biografía
Se graduó en Educación Secundaria en la Universidad Cheikh Anta Diop. Inicialmente fue profesora en Cem Alboury Ndiaye. Entre 1991 y 2008 fue profesora de Estudios Clásicos. En 2012 fue nombrada Ministra de mujeres, infancia, y mujeres emprendedoras en el gobierno de Mbaye. Aunque no fue reelegida en el cargo durante el gobierno de Touré, sí lo fue en el gobierno de Dionne, como ministra de la Función pública y renovación del servicio público. También fue en 2014, elegida como alcaldesa en su ciudad natal de Kaolack.
Como activista del partido demócrata senegalés, formaba parte del profesorado liberal. Posteriormente dejó este círculo político, para unirse a la junta de la administración para la alianza de la República.